# Les Mauvais Rêves
Les Mauvais Rêves est la première aventure de la série de bande dessinée Valérian et Laureline créée par Pierre Christin, scénariste, Jean-Claude Mézières, dessinateur et Évelyne Tranlé, coloriste, parue dans le journal Pilote. Le titre original, lors de la publication hebdomadaire dans Pilote, du 9 novembre 1967 (n° 420) au 15 février 1968 (Nn° 434), est Valérian contre les mauvais rêves. En 1983, l'histoire est publiée pour la première fois dans un album hors-série Mézières et Christin avec ... dans un format en 30 planches. En 1986, l'histoire est à nouveau publiée dans un album présentant d'autre part la version intégrale de La Cité des eaux mouvantes, telle qu'elle fut publiée dans le journal Pilote. Les Mauvais Rêves a ensuite été publié en mars 2000 en tant qu'album n°0 de la série intégrale des aventures de Valérian et Laureline.

## Résumé
Galaxity, la Terre du XXIVe siècle, est une société de loisirs : hormis les technocrates qui assurent les tâches vitales, et les agents spatio-temporels qui veillent à la sécurité de ce monde, chacun passe son temps à rêver en réalité virtuelle. Xombul, le chef du service des Rêves, sabote tout le système et s'enfuit dans le temps : son but est de remplacer Galaxity « décadente » par un empire néo-médiéval et guerrier, qui « régénérerait » la race humaine.
Valérian, envoyé à sa poursuite, se retrouve en l'An mille, où Xombul convoite les secrets magiques de l'enchanteur Albéric le Vieil. Au passage Laureline, jeune sauvageonne rusée, sauve Valérian piégé dans la forêt d'Arelaune. Métamorphosée par Xombul, Laureline devient brièvement une licorne (comme elle le rappelle dans Les Habitants du ciel). La légendaire capacité de ces animaux à lire les pensées lui permettra de connaître la véritable nature de Valérian et le force gentiment à l'emmener à Galaxity, en devienant, elle aussi, agent spatio-temporel.
Xombul va dans un premier temps déjouer ses adversaires et se retrouver à Galaxity au XXIVe siècle, transformant ses habitants en monstres à son service et s’apprêtant à se nommer 1er empereur de la galaxie. A l'aide d'un talisman donné par Alberic, Valérian redonne aux hommes leur forme initiale et rétablit l'ordre à Galaxity. Xombul est arrêté et mis en cage, transformé temporairement en monstre.

## Les Astéroïdes de Shimballil
Les Astéroïdes de Shimballil est un projet de dessin animé tiré de la série de bande dessinée Valérian et Laureline, de Jean-Claude Mézières et Pierre Christin. Le projet ne voit finalement pas le jour et seules 5 minutes sont réalisées. Dans l'album Mézières et Christin avec ..., qui publie pour la première fois en album Les Mauvais Rêves, des images de ce film sont remontées en bande dessinées.Valérian et Laureline y doivent enquêter sur une mystérieuse menace dirigée contre Galaxity. Elle semble trouver son origine sur Shimballil, vaste champ d'astéroïdes habités et gigantesque marché. Ils trouvent leur contact à Zakatib-le-Grand-Marché, mais ce dernier est assassiné et ils restent avec un maigre indice : un nom, balbinuful.